# ماريو هومبيرتو لوبو
ماريو هومبيرتو لوبو (بالإسبانية: Mario Humberto Lobo)‏ هو لاعب كرة قدم أرجنتيني، ولد في 21 أغسطس 1964 في سان سلفادور دي خوخوي في الأرجنتين. لعب مع Altos Hornos Zapla ‏.